# Emma Gamboa Alvarado
Emma Gamboa Alvarado (San Ramón, 17 de octubre de 1901 - Heredia, 10 de diciembre de 1976), fue una educadora costarricense, reconocida por sus aportes a la pedagogía y la docencia, declarada Benemérita de la Patria por la Asamblea Legislativa de Costa Rica en 1980. Su imagen estuvo representada en el billete de diez mil colones de 1998. Sus padres fueron José Gamboa y María Alvarado. Por su matrimonio con el doctor Wade Bower, en 1965, también se le conoce como «Emma Gamboa de Bower».
Otras mujeres que han abierto camino en Costa Rica pueden ser consultadas en Mujeres sobresalientes en Costa Rica

## Estudios
De niña sobresale en la escuela por su rapidez en la comprensión de lectura, y en su facilidad para la matemática; no así en otras asignaturas. Posee afición por la lectura. Originaria de una familia con marcadas limitaciones económicas, requiere de una beca solicitada por su madre para iniciar la educación secundaria en la recién fundada “Escuela Normal”, en la cual aprueba el examen de admisión con el mejor promedio.
Se gradúa de maestra en la Escuela Normal de Costa Rica en 1920. Continúa sus estudios en la Universidad de Ohio State, Estados Unidos, hasta obtener el bachillerato en Ciencias de la Educación en 1939, posteriormente la Maestría en Artes en 1940 y el doctorado en Filosofía en 1951.

## Carrera docente
En 1942 se integra como miembro fundador de la Asociación Nacional de Educadores (ANDE) y cinco años más tarde es elegida como la segunda presidenta de esa Asociación. En 1947 fue nombrada Decana por el Consejo Asesor de la Facultad de Pedagogía.
Cuando en 1949, Otilio Ulate Blanco asume la presidencia de la República, posterior a la Guerra Civil de 1948, Emma Gamboa es designada como Viceministra de Educación (ad honorem) y en 1953 ejerce el puesto de ministra, durante tres meses.
En 1958 se inaugura el edificio de la Facultad de Educación de la Universidad de Costa Rica, fruto de sus persistentes esfuerzos. En 1960 contribuye para la creación de la Escuela Nueva Laboratorio (primaria laboratorio), concertando un convenio entre la Universidad de Costa Rica y el Ministerio de Educación Pública. Expone sus ideales en libros didácticos, en lecturas activas, en charlas y en seminarios de asesoramiento; en congresos nacionales, latinoamericanos, europeos y estadounidenses.
Partidaria de una educación integral y democrática aboga por el respeto a la dignidad de las personas, el aprovechamiento de sus experiencias y el desarrollo de sus facultades creadoras. Publica varios artículos y obras de carácter técnico en épocas diferentes las cuales, en su oportunidad, aportan nuevos métodos de enseñanza para la niñez costarricense. No obstante sus obras más difundidas han sido los libros de texto con los cuales brinda una gran contribución a la educación costarricense, tales como Mi hogar y mi pueblo, La lectura activa, Paco y Lola y La casita del monte.

## Benemérita de la Patria
Emma Gamboa muere el 10 de diciembre de 1976 en la ciudad de Heredia, después de una larga lucha contra el cáncer. Pocos años después de su muerte, en 1980, la Asamblea Legislativa de Costa Rica la declara Benemérita de la Patria.

## Billete de diez mil colones
El Banco Central de Costa Rica decide incluir su efigie en el billete de diez mil colones de 1998, siendo la primera vez que ello ocurre en la historia de las emisiones monetarias de este banco, producto de un reconocimiento social al aporte de las mujeres al desarrollo del país. El diseño del billete fue realizado por el estudiante de Artes Gráficas de la Universidad de Costa Rica, Marco Morales Salazar.

## Publicaciones
Entre sus creaciones se encuentran:
- El nuevo silabario (1937).
- La función de la educación de acuerdo con la naturaleza del hombre (1946).
- Educación primaria en Costa Rica (1952).
- John Dewey y la filosofía de la libertad (1958).
- Defensa de la escuela de educación de la Universidad (1960).
- Omar Dengo (1964).
- El pensamiento político de Omar Dengo (1969).
- Educación en una sociedad libre (1976).
- Flor de Infancia (1978) (póstumo).